# ポング語
ポング語（Pongu）はナイジェリアで話されているニジェール・コンゴ語族の言語である。